# Instituto Superior Politécnico do Cuanza Sul
O Instituto Superior Politécnico do Cuanza Sul (ISPCS) é uma instituição pública angolana, sediada na cidade de Sumbe.
O ISPCS disponibiliza cerca de 360 vagas por ano para todos os curso que este oferece, tanto regime regular como pós-laboral.

## Histórico
O precursor do ISPCS foi o Instituto Superior Agrário (ISA), criado em 1999 pelo Governador do Cuanza Sul general Higino Carneiro. Foi instalado inicialmente na cidade de Gabela, sendo posteriormente transferido para Sumbe.
Na data de sua fundação, ofertava agronomia, geotécnica, florestal, gestão agrária, agroindustrial e veterinária.
Em meio as reformas no ensino superior angolano ocorridas nos anos de 2008 e 2009, foi convertido em 12 de maio de 2009, por meio do decreto n.º 7, em Instituto Superior Politécnico do Cuanza Sul (ISPCS).

## Exames de acesso
Os exames de acesso geralmente são realizados no início de fevereiro e os resultados dos candidatos apurados é divulgado no final do mês de fevereiro, seguindo a confirmação das matrículas respectivamente.
Os candidatos são avaliados com base nos conhecimentos adquiridos durante o ensino médio. No curso de licenciatura em enfermagem geral (regular ou pós-laboral), os candidatos são submetidos a um exame que abrange conteúdos de Biologia, Química, Matemática e Língua Portuguesa. Já para os cursos de licenciatura em agronomia, zootecnia e gestão agrária, os candidatos também são avaliados em Biologia, Química, Matemática e Língua Portuguesa. Por fim, para os candidatos ao curso de licenciatura em contabilidade e gestão, a avaliação inclui apenas Matemática, História e Língua Portuguesa.

## Bolsas de estudo
Os candidatos apurados têm a oportunidade de candidatar-se às bolsas de estudo internas, oferecidas pelo governo e atribuídas pelo Instituto Nacional de Gestão de Bolsas de Estudo (INAGBE) anualmente a indivíduos que não tenham interrompido os estudos por mais de 1 ano após concluírem o ensino médio e com idade não superior a 25 anos.

## Licenciaturas
Sediada em Sumbe capital da província, o Instituto Superior Politécnico do Cuanza Sul oferece os cursos de:
- Licenciatura em enfermagem geral
- Licenciatura em contabilidade e gestão
- Licenciatura em gestão de empresas agrárias
- Licenciatura em agronomia
- Licenciatura em zootecnia